# Henning Lynge Jakobsen
Henning Lynge Jakobsen (ur. 6 marca 1962 w Kopenhadze) – duński kajakarz, kanadyjkarz. Dwukrotny medalista olimpijski z Los Angeles.
Zawody w 1984 były jego jedynymi igrzyskami olimpijskimi. Oba medale wywalczył płynąc w jedynce. Pod nieobecność sportowców z większości krajów Bloku Wschodniego był drugi na dystansie 500 metrów i trzeci na dwukrotnie dłuższym dystansie.